# 利賀大橋
利賀大橋（とがおおはし）は、富山県南砺市利賀村栃原と南砺市利賀村長崎の庄川に架かる国道471号利賀バイパスの橋長368 m (メートル) のアーチ橋である。
現橋のやや下流に昭和期にかかっていた同名の橋があり、そちらについても記述する。

## 概要
岐阜県から富山県にかけて流れる庄川の中流域、小牧ダムをまたいでいる。
利賀地域で計画されている利賀ダムの工事用道路として、ならびに狭隘区間が続く国道471号のバイパス道路（利賀バイパス）の一部として建設された。利賀バイパス自体は2020年現在国道156号との交点から本橋を渡った先の長崎温泉までしか開通していないが、将来的には旧利賀村中心部へのアクセス道路となる予定である。
工事時の名称は庄川橋梁であったが、公募により利賀大橋と名付けられた。
- 形式 - 鋼上路アーチ橋
- 橋長 - 368.000 m
  - 支間割 - 27.200 m+28.000 m+205.000 m+36.000 m+36.000 m+34.200 m
  - アーチ支間 - 190.000 m
- 幅員 - 8.5 - 9.0 m
- 縦断勾配 - 4 %
- 設計 - 大日本コンサルタント
- 施工 - エム・エム ブリッジ・宮地エンジニアリングJV
- 架設工法 - ケーブルエレクション斜吊り工法

### 旧橋（初代）
庄川下流域より利賀村仙野原を経て旧利賀村中心部へ至るアクセス道路として建設された橋（旧称、仙野原大橋）であり、現橋よりやや下流側の庄川と利賀川の合流地点付近に存在した。小牧ダム補償の一環として1937年（昭和12年）に完成したものの災害によりたびたび損傷した。1948年（昭和23年）10月20日に大規模な改修がなされたが、昭和30年代後半頃から次第に使われなくなり、1965年（昭和40年）に火災により廃止されその後は復旧されることはなかった。1979年（昭和52年）に橋板が、平成に入ってワイヤーが撤去され、現在は吊橋の主塔2基のみが残っている。
- 橋梁概要
  - 橋長：178.8 m
  - 幅員：3 m
  - 橋梁形式：鉄吊橋
  - 竣工年：1937年（昭和12年）

## 歴史
- 1937年（昭和12年） - 初代利賀大橋が完成。その後数度災害によりかけなおされる。
- 1965年（昭和40年） - 火災により初代利賀大橋が廃止され、放棄される[4]。
- 1989年（平成元年）5月29日 - 利賀ダム実施計画調査に着手[5]。
- 1999年（平成11年）7月 - 工事用道路起工。
- 2018年（平成30年）5月8日 - 名称が利賀大橋に決定[6]。
- 2018年（平成30年）10月14日 - 現橋が開通。

## 周辺
- 小牧ダム湖
- 長崎温泉
- 大牧温泉